# Hermes Point
Der Hermes Point ist eine Landspitze an der Borchgrevink-Küste des ostantarktischen Viktorialands. Er markiert den Ort, an dem der Icebreaker- und der Fitzgerald-Gletscher vor ihrer Mündung in die Lady Newnes Bay zusammenfließen.
Der United States Geological Survey kartierte das Kap anhand eigener Vermessungen und mithilfe von Luftaufnahmen der United States Navy zwischen 1960 und 1964. Das Advisory Committee on Antarctic Names benannte den Hermes Point 1969 nach Agustive Aloysius Hermes Jr., Baumechaniker der US Navy auf dem Flugfeld Williams Field am McMurdo-Sund bei den Deep Freeze Operationen der Jahre 1967 und 1968.